# Ambassade de France en Afghanistan
L'ambassade de France en Afghanistan est la représentation diplomatique de la République française auprès de la république islamique d'Afghanistan. Elle est située à Kaboul, la capitale du pays, et son ambassadeur est, entre 2018 et 2023, David Martinon.

## Ambassade
L'ambassade est située avenue de Cherpour, dans le quartier Char-e Nao, au centre de la capitale Kaboul. Elle accueille aussi une section consulaire.
Le bâtiment est inauguré par le Premier ministre Georges Pompidou en 1968. Le 31 mai 2017, un attentat détruit l'ambassade d'Allemagne située non loin et souffle l'ambassade de France mais sans faire de blessés dans la légation. Réduite de moitié, elle est alors installée dans des annexes et des constructions modulaires.
Le 15 août 2021, face à la dégradation de la situation sécuritaire en Afghanistan à la suite de la prise de Kaboul par les talibans, les autorités françaises décident d'évacuer l'ambassade pour relocaliser les services sur le site de l'aéroport de la ville avant leur exfiltration dans le cadre de l'opération Apagan,.

## Ambassadeurs de France en Afghanistan
| Ambassadeurs                        | Années d'activités |
| ----------------------------------- | ------------------ |
| Maurice Fouchet                     | 1923-1926          |
| Marcel Feit                         | 1926-1931          |
| Albert Bodard                       | 1931-1934          |
| René Dollot                         | 1934-1936          |
| Georges Dufaure de La Prade (d)     | 1936-1937          |
| Jean-Baptiste Barbier               | 1937-1940          |
| Pas de représentation               | 1940-1945          |
| Jean Serres                         | 1945-1945          |
| Armand Henriot                      | 1945-1947          |
| Henri-Paul Roux                     | 1947-1950          |
| Marcel Berthelot                    | 1950-1952          |
| Michel Bréal                        | 1952-1954          |
| François Brière                     | 1954-1957          |
| Christian Belle                     | 1957-1959          |
| Arnaud d'Andurain de Maytie         | 1959-1963          |
| Georges Cattand                     | 1963-1967          |
| André Nègre                         | 1967-1971          |
| Eugène Wernert                      | 1971-1975          |
| Georges Perruche                    | 1975-1980          |
| Rupture des relations diplomatiques | 1980-2002          |
| Jacques Berthod                     | 1980-1981          |
| Roland Barraux                      | 1981-1985          |
| Christian Lambert ,                 | 1985-1988          |
| Thierry Bernadac                    | 1990-1993          |
| Didier Leroy                        | 1993-1998          |
| Jean-Yves Berthault                 | 1998-2001          |
| Jean-Marin Schuh                    | 2001-2002          |
| Jean-Pierre Guinhut                 | 2002-2005          |
| Régis Kœtschet                      | 2005-2008          |
| Jean d'Amécourt                     | 2008-2011          |
| Bernard Bajolet                     | 2011-2013          |
| Jean-Michel Marlaud                 | 2013-2016          |
| François Richier                    | 2016-2018          |
| David Martinon,                     | 2018-2023          |

## Histoire des relations diplomatiques
En 1921, la France reconnait l'indépendance et la souveraineté de l'Afghanistan. Une légation est installée à Kaboul, dans une résidence royale, à la fin de l'année 1923, et Maurice Fouchet devient le premier « Ministre de France » dans le pays. Quelques mois auparavant, en 1922, l'orientaliste Alfred Foucher avait signé avec le roi Amanullah une convention qui confiait à la DAFA (Délégation archéologique française en Afghanistan) le monopole des fouilles archéologiques dans le royaume.
En 1929, lors des combats qui aboutissent à la chute de l'usurpateur Batcha-e Saqao, des pillards saccagent la résidence de la légation. Elle sera fermée durant la Seconde Guerre mondiale et les intérêts de la France sont confiés à la Turquie. Les relations diplomatiques sont rétablies en décembre 1945 et la légation devient une ambassade le 16 avril 1949.
En 1966, un accord de coopération culturelle et technique est signé entre l'Afghanistan et la France, au lendemain de la visite d'État du roi Zaher Shah à Paris et ses entretiens avec le général de Gaulle. En 1968, c'est Georges Pompidou, alors Premier ministre français, qui pose la première pierre du nouveau bâtiment du lycée Esteqlal de Kaboul.
En raison de l'invasion soviétique en 1979, l'Afghanistan n'a eu pratiquement aucune relation diplomatique avec les pays occidentaux durant près de 25 ans et la coopération a été suspendue. 
Un poste diplomatique français à Kaboul est maintenu durant cette période, dirigé par un chargé d'affaires, la France ne reconnaissant toujours pas le régime en place. Il est cependant fermé en 1988 et rouvert en août 1990 par le chargé d'affaires, Thierry Bernadac, avec une petite équipe diplomatique, deux gardiens de la paix, deux secrétaires, un attaché de presse, un consul et un vice-consul, ainsi que le personnel civil qui avait continué d'entretenir le bâtiment durant la fermeture et évité les pillages.
La fin du régime taliban permet la réouverture de l'ambassade de France en février 2002, les relations franco-afghanes reprenant alors un rythme soutenu.
Outre la présence de forces françaises au sein de l'ISAF (Force internationale d'assistance et de sécurité), la coopération reprend dans les domaines de l'éducation, de l'agriculture, de la santé et de la gouvernance. La DAFA reprend également ses activités en 2003. Le Centre culturel français (devenu Institut français d'Afghanistan) rouvre dans les locaux du lycée Esteqlal la même année.
Avec le retour des talibans au pouvoir en août 2021, l'activité de l'ambassade est suspendue, le gouvernement français ne reconnaissant pas les nouvelles autorités afghanes. Le poste d'ambassadeur est vacant depuis mai 2023.

## Consulat

### Communauté française
Au 31 décembre 2016, 207 Français étaient inscrits sur les registres consulaires en Afghanistan.
| 2001 | 2002 | 2003 | 2004 |
| ---- | ---- | ---- | ---- |
| -    | -    | -    | -    |

| 2005 | 2006 | 2007 | 2008 |
| ---- | ---- | ---- | ---- |
| 206  | 226  | 189  | 177  |

| 2009 | 2010 | 2011 | 2012 |
| ---- | ---- | ---- | ---- |
| 303  | 319  | 334  | 286  |

| 2013 | 2014 | 2015 | 2016 |
| ---- | ---- | ---- | ---- |
| 241  | 212  | 201  | 207  |

| 2017 | 2018 | 2019 | 2020 |
| ---- | ---- | ---- | ---- |
| 176  | 136  | 118  | 103  |

### Circonscriptions électorales
Depuis la loi du 22 juillet 2013 réformant la représentation des Français établis hors de France avec la mise en place de conseils consulaires au sein des missions diplomatiques, les ressortissants français d'une circonscription recouvrant l'Iran, le Pakistan, l'Afghanistan, l'Azerbaïdjan, le Turkménistan, le Kazakhstan, le Tadjikistan, l'Ouzbékistan et le Kirghizistan élisent pour six ans trois conseillers consulaires. Ces derniers ont trois rôles : 
1. ils sont des élus de proximité pour les Français de l'étranger ;
2. ils appartiennent à l'une des quinze circonscriptions qui élisent en leur sein les membres de l'Assemblée des Français de l'étranger ;
3. ils intègrent le collège électoral qui élit les sénateurs représentant les Français établis hors de France.

Pour l'élection à l'Assemblée des Français de l'étranger, l'Afghanistan appartenait jusqu'en 2014 à la circonscription électorale de New Delhi comprenant aussi le Bangladesh, l'Inde (sauf Pondichéry), l'Iran, les Maldives, le Népal, le Pakistan et le Sri Lanka, et désignant deux sièges. L'Afghanistan appartient désormais à la circonscription électorale « Asie centrale et Moyen-Orient » dont le chef-lieu est Dubaï et qui désigne quatre de ses 23 conseillers consulaires pour siéger parmi les 90 membres de l'Assemblée des Français de l'étranger. 
Pour l'élection des députés des Français de l’étranger, l'Afghanistan dépend de la 11e circonscription.

## Recherches académiques
Les  seules recherches académiques en sécurité qui ont été effectuées au sein de cette ambassade dans le cadre de son amélioration sécuritaire sont celles de Fabrice Lollia lors de sa thèse de doctorat en sciences de l'information et de la communication